# Kissenia arabica
Kissenia arabica är en brännreveväxtart som beskrevs av Robert Brown och Presl. Kissenia arabica ingår i släktet Kissenia och familjen brännreveväxter. Inga underarter finns listade i Catalogue of Life.